# Phước Quang
Phước Quang là một xã thuộc huyện Tuy Phước, tỉnh Bình Định, Việt Nam.
Xã Phước Quang có diện tích 10,91 km², dân số năm 1999 là 12865 người, mật độ dân số đạt 1179 người/km².

## Lịch sử
Ngày 24 tháng 8 năm 1981, Hội đồng Bộ trưởng ban hành quyết định số 41-HĐBT về việc chuyển xã Phước Quang thuộc huyện Phước Vân về huyện Tuy Phước mới tái lập quản lý.

## Hành chính
Xã Phước Quang được chia thành 11 thôn: An Hòa, Định Thiện Đông, Định Thiện Tây, Lộc Ngãi, Luật Bình, Lương Quang, Phục Thiện, Quảng Điền, Tân Điền, Tri Thiện, Văn Quang.

### Giáo dục
Xã Phước Quang có 2 trường tiểu học, 1 trường THCS và 1 trường THPT.
Tiểu học
- Trường Tiểu học số 1 Phước Quang: Thôn Định Thiện Tây
- Trường Tiểu học số 2 Phước Quang: Thôn Luật Bình

THCS
- Trường THCS Phước Quang: Thôn Định Thiện Đông

THPT
- Trường THPT số 2 Tuy Phước: Tỉnh lộ 640, xã Phước Quang, huyện Tuy Phước, tỉnh Bình Định. Điện thoại: 02563 631 365